# Анна Феодора фон Лайнинген
Анна Феодора Августа Шарлота Вилхелмина фон Лайнинген (на немски: Prinzessin Anna Feodora Auguste Charlotte Wilhelmine zu Leiningen; Feodora Prinzessin zu Leiningen; * 7 декември 1807, Аморбах, Бавария; † 23 април 1872, Баден-Баден) е принцеса от род Лайнинген-Дагсбург-Хартенбург и чрез женитба княгиня на Хоенлое-Лангенбург. Тя има титлата „принцеса Феодора цу Лайнинген“. Тя е по-голяма полусестра на Кралица Виктория (упр. 1837 – 1901) и племенница на белгийския крал Леополд I (упр. 1831 – 1865).

## Биография
Тя е единствената дъщеря на княз Емих Карл фон Лайнинген (1763 – 1814) и втората му съпруга принцеса Виктория фон Сакс-Кобург-Заалфелд (1786 – 1861), дъщеря на херцог Франц Фридрих Антон фон Саксония-Кобург-Заалфелд (1750 – 1806) и графиня Августа Ройс Еберсдорф (1757 – 1831). Сестра е на княз Карл фон Лайнинген (1804 – 1856), външен министър на Дойчен Райх 1848/1849 г.
През 1796 г. фамилията е изгонена от французите от Пфалц. Новата резиденция на фамилията става Аморбах. През 1803 г. се образува Княжество Лайнинген.
Майка ѝ Виктория фон Саксония-Кобург-Заалфелд се омъжва втори път на 29 май 1818 г. за Едуард Огъстъс (1767 – 1820), херцог на Кент, принц на Великобритания и Ирландия, син на крал Джордж III, и има една дъщеря Кралица Виктория (1819 – 1901), кралица на Обединено кралство Великобритания и Ирландия.
Феодора фон Лайнинген се омъжва на 18 декември 1828 г. в дворец Кенсингтън, Лондон, за княз Ернст I фон Хоенлое-Лангенбург (* 7 май 1794, Лангенбург; † 12 април 1860, Баден-Баден), син на княз Карл Лудвиг фон Хоенлое-Лангенбург (1762 – 1825) и графиня Амалия Хенриета Шарлота фон Золмс-Барут (1768 – 1847). Тя участва в живота в Лондон. След смъртта на нейния съпруг вдовицата се мести в Баден-Баден във „вилата Хоенлое“ на Михаелсберг, където често е посещавана от сестра ѝ.
Феодора фон Лайнинген умира след тежко заболяване на 23 септември 1872 г. на 64 години в Баден-Баден, Баден-Вюртембург, и е погребана там в главното гробище. Внучката ѝ, принцеса Августа Виктория (1858 – 1921), е последната германска императрица и кралица на Прусия, съпруга на Вилхелм II.

## Деца
Феодора фон Лайнинген и княз Ернст I фон Хоенлое-Лангенбург имат шест деца:
- Карл фон Хоенлое-Лангенбург (* 25 октомври 1829; † 16 май 1907), принц, женен на 22 февруари 1861 г. в Париж (морганатичен брак) за Мария Гратвол (* 1 февруари 1837; † 19 май 1901), фрайин фон Брон (1890)
- Елиза Аделхайд Виктория фон Хоенлое-Лангенбург (* 8 ноември 1830; † 27 февруари 1850), неомъжена
- Херман фон Хоенлое-Лангенбург (* 31 август 1832; † 9 март 1913), 6. княз на Хоенлое-Лангенбург (на 21 април 1860), пруски генерал, женен на 24 септември 1862 г. в Карлсруе за принцеса Леополдина фон Баден (* 22 февруари 1837; † 23 февруари 1903)
- Виктор фон Хоенлое-Лангенбург (* 11 декември 1833; † 31 декември 1891), принц, английски адмирал, женен на 24 януари 1861 г. в Лондон (морганатичен брак) за лейди Лаура Вилхелмина Сеймур (* 27 януари 1833; † 13 февруари 1912), графиня фон Глайхен (1861)
- Аделхайд фон Хоенлое-Лангенбург (* 20 юли 1835; † 25 януари 1900), омъжена на 11 септември 1856 г. в Лангенбург за херцог Фридрих VIII фон Шлезвиг-Холщайн-Зондербург-Августенбург (* 6 юли 1829; † 14 януари 1880)
- Феодора фон Хоенлое-Лангенбург (* 7 юли 1839; † 10 февруари 1872), омъжена на 24 юни 1889 г. за Георг II фон Саксония-Майнинген (* 2 април 1826; † 25 юни 1914)

## Галерия
- Феодора фон Лайнинген (1818)
- Феодора фон Лайнинген (ок. 1828)
- Феодора фон Лайнинген
- Феодора, княгиня на Хоенлое-Лангенбург с дъщеря си Аделхайд (1840)
- Феодора, княгиня на Хоенлое-Лангенбург (ок. 1859)